# Acolyte

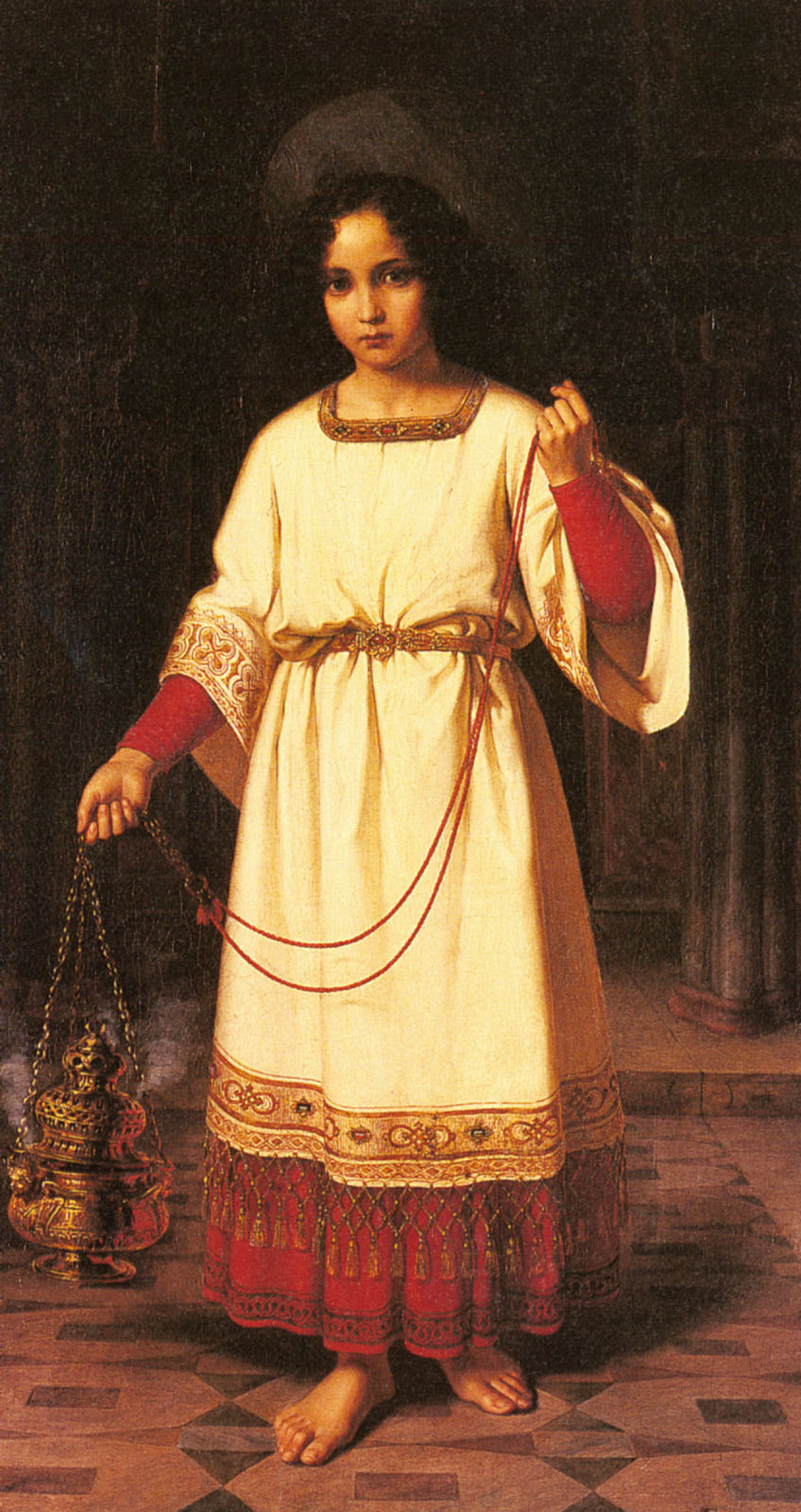
L'Acolyte, par Abraham Solomon, 1842.

Pour les articles homonymes, voir Acolyte (homonymie).
L'acolyte (du grec ancien ἀκόλουθος / akolouthos, « suivant, serviteur ») ou servant d'autel, ou servant de messe, est, dans l'Église catholique, l'anglicanisme ou le luthéranisme, une personne dont la fonction est d'assister le prêtre et le diacre lors des célébrations liturgiques. S'agissant souvent d'enfants (à partir de 6-7 ans), on emploie traditionnellement le terme d'enfant de chœur.

## Dans l'Église catholique

### Le motu proprioMinisteria quaedam

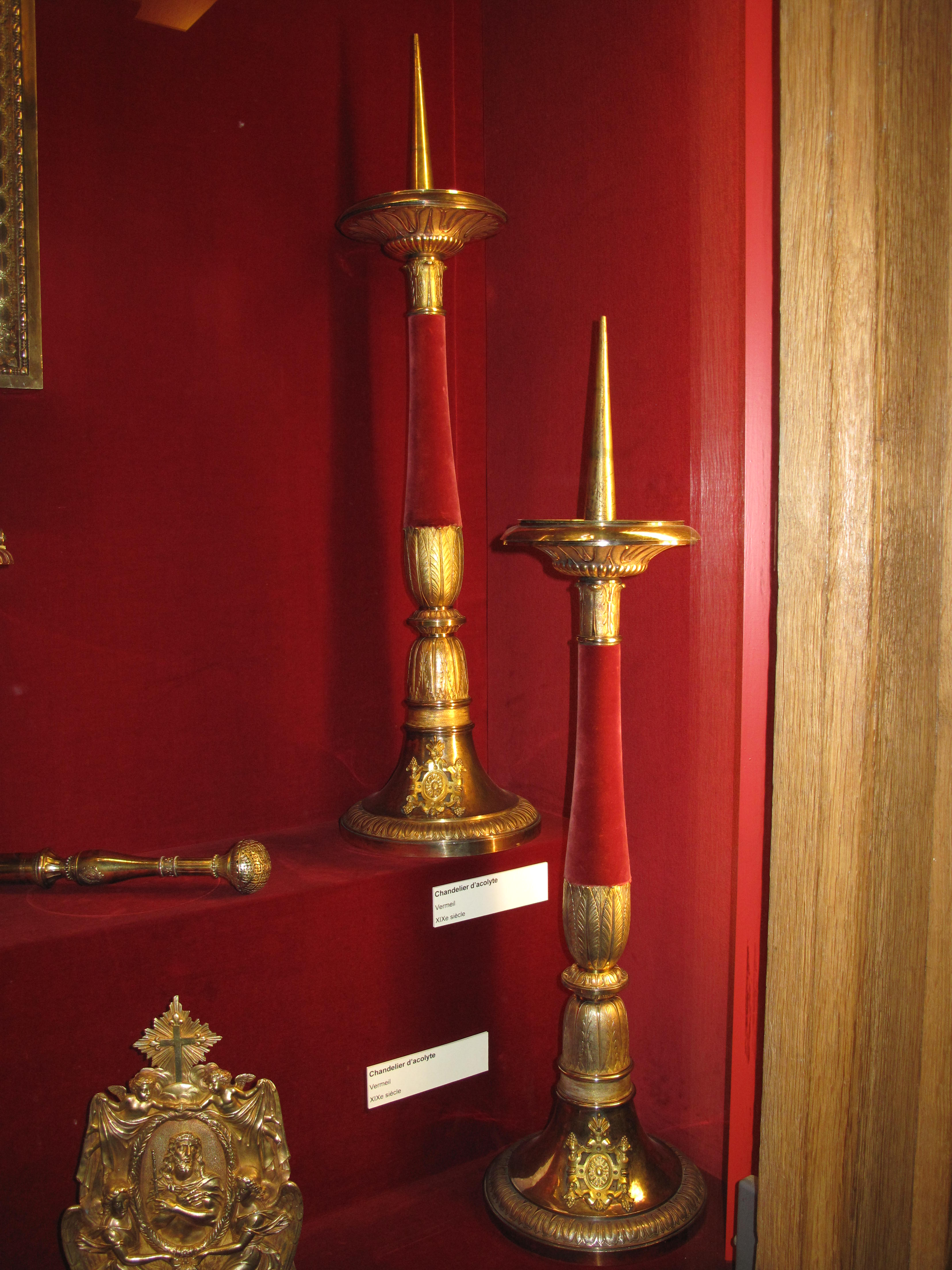
Chandeliers d'acolyte utilisés pendant les cérémonies

Les « ministères institués » de lecteur et d’acolyte ont été créés par un motu proprio du pape Paul VI en 1972. Pour les séminaristes, ils remplacent les anciens ordres mineurs de lecteur et d’acolyte et l’ordre majeur de sous-diacre, qui préparaient au ministère presbytéral.
Les ministères institués de lecteur et d’acolyte peuvent aussi être proposés à des laïcs pour favoriser leur participation aux célébrations liturgiques d’une manière qui valorise le sacerdoce commun des fidèles, tout en distinguant bien les ministères laïcs des ministères ordonnés.
Ces ministères institués sont par tradition attribués aux hommes. Ils sont conférés à titre permanent, durant une célébration liturgique, par l'évêque (ou le supérieur majeur pour les religieux).
« L'acolyte est institué pour aider le diacre et servir de ministre au prêtre. Il lui revient donc de s'occuper du service de l'autel, d'aider le diacre et le prêtre dans les fonctions liturgiques et principalement dans la célébration de la messe ; il lui appartient en outre de distribuer la sainte communion, en tant que ministre extraordinaire, chaque fois que les ministres dont il est question au canon 845 du Code de droit canonique, manquent (…), ou encore chaque fois que le nombre des fidèles qui s'approchent de la sainte Table est tellement important que la célébration de la messe en serait prolongée. Dans les mêmes cas extraordinaires, on pourra lui confier le soin d'exposer publiquement le Saint Sacrement à l'adoration des fidèles et de le reposer ensuite, mais non de donner la bénédiction au peuple. Il pourra aussi, s'il en est besoin, veiller à la préparation des autres fidèles qui seraient occasionnellement appelés à aider le prêtre ou le diacre dans les fonctions liturgiques, en portant le missel, la croix, les cierges, etc.; ou en exerçant d'autres charges de ce genre. L'acolyte, destiné particulièrement au service de l'autel, doit s'initier à tout ce qui se rapporte au culte public de Dieu et s'appliquer à en pénétrer le sens intime et spirituel »
À défaut d’« acolyte institué », comme c’est le cas habituel en France, la charge de cette fonction peut être députée de manière temporaire à une ou plusieurs personnes laïques pour le service de la Parole et à l’autel, et pour le ministère extraordinaire de la distribution de la communion (dans les cas de nécessité, en suppléance du ministère ordinaire exercé par l’évêque, le prêtre et le diacre).

### L'admission des femmes
Avec le motu proprio Spiritus Domini (rendu public le lundi 11 janvier 2021), le pape François a permis aux femmes d'accéder aux ministères de l'acolytat et du lectorat sous une forme stable et institutionnalisée, avec un mandat spécifique.
- Service de l'autel : quand le ministère d'acolyte n'est pas « institué » (cas habituel), l’instruction Redemptionis Sacramentum (2004) énonce au n° 47 que « les filles ou les femmes peuvent être admises à ce service de l'autel, au jugement de l'évêque diocésain ; dans ce cas, il faut suivre les normes établies à ce sujet ». Elles peuvent servir comme enfant de chœur.
- Distribution de la communion : Il n'y a pas d'interdiction ni d'autorisation particulières requises. Les femmes et les hommes laïcs peuvent y être admis aux mêmes conditions ; cela s'entend clairement du canon 230 § 3 et a été rappelé depuis : « Les femmes […] peuvent aussi être appelées à distribuer la sainte Communion, comme ministres extraordinaires de l'Eucharistie ainsi qu’à exercer d’autres fonctions, comme il est prévu par le même canon 230 au § 3. »[7]

### Les fonctions particulières de l'acolyte

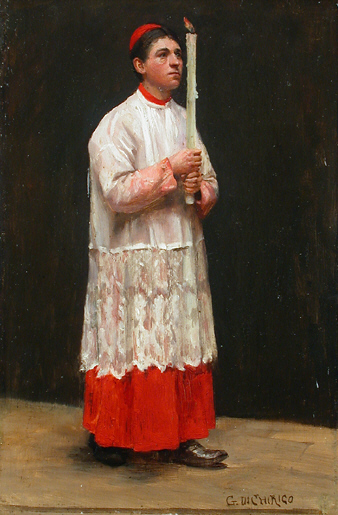
Un céroféraire, peinture de Giacomo Di Chirico.

#### Le thuriféraire
Le thuriféraire prépare et s'occupe de l'encensoir avant et pendant la messe. Il peut être accompagné par un jeune servant en apprentissage qui portera la navette contenant les grains d'encens. Ce dernier aura alors la fonction de porte-navette ou naviculaire.

#### Les céroféraires
Les céroféraires portent les cierges en ouvrant les processions (précédés du thuriféraire), en symbole de la lumière apportée par le Christ. Ils accompagnent le Saint-Sacrement, sont à genoux devant l'autel pendant la consécration, et suivent les ministres qui distribuent la communion. Ils sont toujours par nombre pair.

#### Le cruciféraire
Le cruciféraire ou porte-croix : son rôle est de porter la croix de procession lors de l'entrée du clergé au chœur et lors de son retour à la sacristie. Plus généralement, on doit porter la croix de procession dès qu'il y a déplacement en procession. Il est encadré par deux acolytes avec leur cierge.

#### Les autres fonctions
D'autres fonctions peuvent exister lors de certaines liturgies. Ainsi on peut avoir besoin d'un porte-missel, pour le présenter ouvert au célébrant ; des porte-insignes (un porte-crosse et un porte-mitre pour les liturgies pontificales, célébrées solennellement par l'évêque ou un abbé mitré), un porte-ombrelle (dans les basiliques) et, avec la modernité, un porte-micro, notamment lors des célébrations à l'extérieur de l'église.
Le rôle du cérémoniaire est de gérer le bon déroulement de la liturgie. Il est chargé de connaître les fonctions à accomplir par chacune des personnes, célébrant compris. Cette fonction, généralement accomplie par un prêtre, peut aussi l'être par un acolyte expérimenté.

### Les vêtements liturgiques

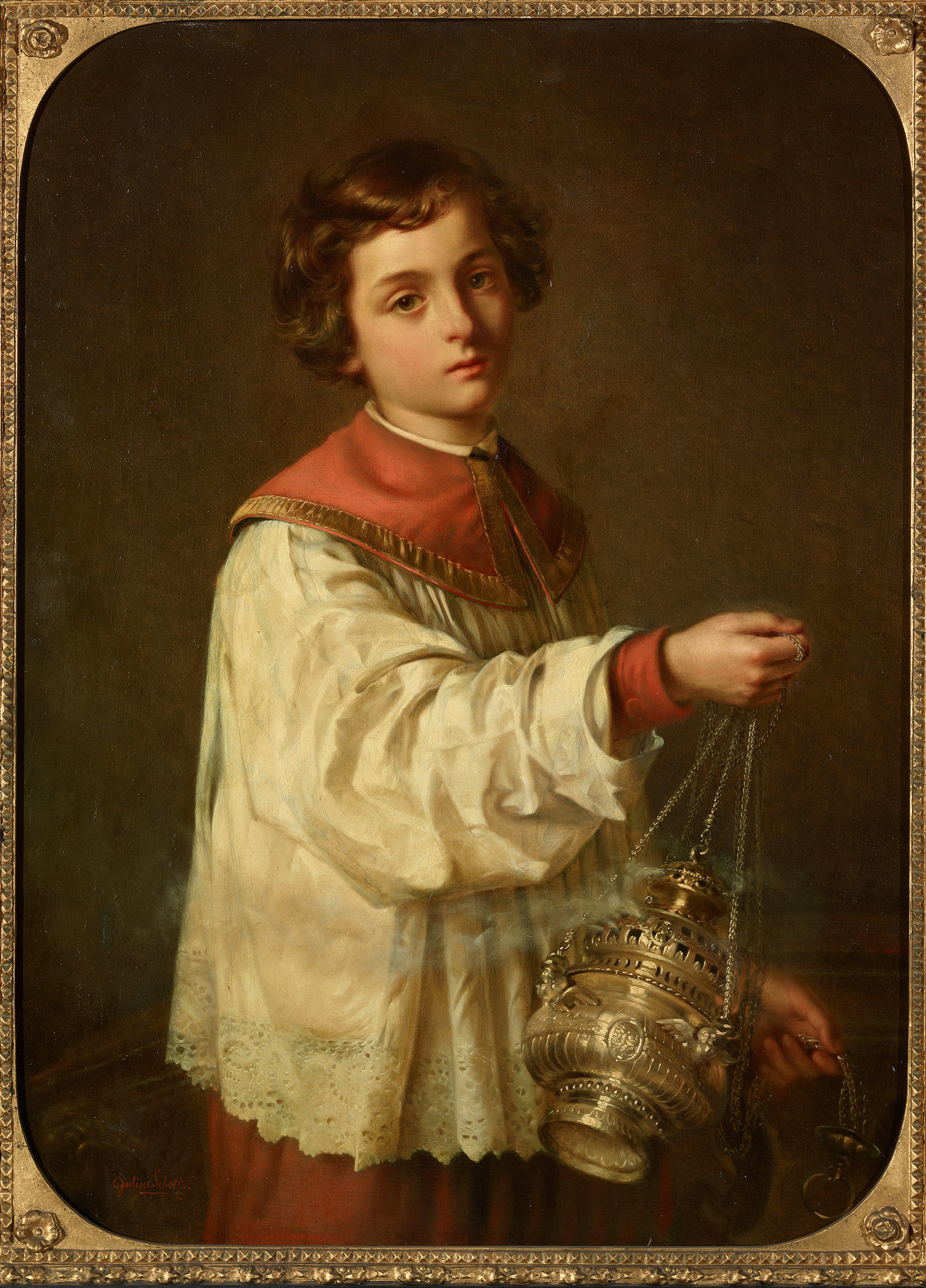
Figure du XIXe siècle : « Enfant de chœur » agitant l'encensoir, huile sur toile de Julius Scholtz, 1854.

La tenue de l'acolyte, en tout cas au service de l'autel, est un vêtement liturgique de couleur blanche, l'aube ; elle peut être serrée à la taille par un cordon ou pas. Pour ceux qui portent la soutane, on utilise alors une aube courte nommée surplis. Si le col ne masque pas les vêtements de ville, l'amict, porté sous l'aube, doit les envelopper, cet accessoire étant prescrit dans ce cas. Le seul accessoire admis par-dessus l'aube – dans le cadre du rite romain – est une croix, portée sur la poitrine, supportée par un cordon, parfois aux couleurs liturgiques, qui peut être prolongé d'un gland dans le dos. Il faut cependant noter que c'est un usage récent d'origine française, et non une tradition de l'Église. L'usage d'ajouter un scapulaire ou autre chose sur l'aube n'a aucune légitimité, c'est un usage des protestants américains, eux-mêmes inspirés par les anglicans.
Le vêtement liturgique est obligatoire pour toute personne qui effectue un ministère dans le chœur : « Le ministre qui ne sera pas revêtu du vêtement sacré ou d'une soutane et d'un surplis ou d'un autre vêtement légitimement approuvé, n'entrera pas dans le chœur durant les célébrations sacrées. ». Traditionnellement, le vêtement de ville n'est toléré que pour les messes non chantées, non encensées et servies par une seule personne.

## Dans la Communion anglicane
Les acolytes anglicans sont l'équivalent des enfants de chœur catholiques. Ils sont vêtus de la soutane et du surplis plus souvent que ces derniers.

## Dans l'Église orthodoxe
Dans l'Église orthodoxe, le terme « acolyte » désigne le plus vieux des servants d'autel, mais n'a pas de tâche spécifiquement différente.

## Par extension
Par extension, on appelle « acolyte » quelqu'un qui est au service d'une autre personne, ou son compagnon. Chateaubriand écrit ainsi dans ses Mémoires d'outre-tombe : « La princesse Frédérique a traîné depuis ses jours aux bords de la Tamise, dans ces jardins de Kew qui me virent jadis errer entre mes deux acolytes, l'illusion et la misère. » Le terme est familier, parfois péjoratif.